# Vélez-Rubio
Vélez-Rubio è un comune spagnolo  situato nella comunità autonoma dell'Andalusia.